# Episodi de Lo straordinario mondo di Gumball (quarta stagione)
La quarta stagione della serie animata Lo straordinario mondo di Gumball è composta da 40 episodi, andati in onda dal 7 luglio 2015 negli Stati Uniti e dal 22 dicembre 2015 in Italia.
Gli episodi 20 e 21 sono stati trasmessi come film TV, intitolato Lo straordinario mondo di Gumball: Le origini.
| Nº | Titolo originale      | Titolo italiano       | Prima TV USA      | Prima TV Italia  |
| -- | --------------------- | --------------------- | ----------------- | ---------------- |
| 1  | The Return            | Si torna a scuola     | 7 luglio 2015     | 22 dicembre 2015 |
| 2  | The Nemesis           | Dr. Demolitore        | 10 luglio 2015    | 22 dicembre 2015 |
| 3  | The Crew              | La gang               | 13 agosto 2015    | 23 dicembre 2015 |
| 4  | The Others            | Gli altri             | 20 agosto 2015    | 23 dicembre 2015 |
| 5  | The Signature         | Il papà di papà       | 27 agosto 2015    | 24 dicembre 2015 |
| 6  | The Check             | L'assegno             | 31 agosto 2015    | 24 dicembre 2015 |
| 7  | The Pest              | La peste              | 1º settembre 2015 | 29 dicembre 2015 |
| 8  | The Sale              | La vendita            | 2 settembre 2015  | 5 gennaio 2016   |
| 9  | The Gift              | Il dono perfetto      | 3 settembre 2015  | 24 dicembre 2015 |
| 10 | The Parking           | Il parcheggio         | 4 settembre 2015  | 12 gennaio 2016  |
| 11 | The Routine           | La missione           | 5 ottobre 2015    | 5 gennaio 2016   |
| 12 | The Upgrade           | Robot 2.0             | 6 ottobre 2015    | 12 gennaio 2016  |
| 13 | The Comic             | Il fumetto            | 7 ottobre 2015    | 19 gennaio 2016  |
| 14 | The Romantic          | Il romantico          | 8 ottobre 2015    | 19 gennaio 2016  |
| 15 | The Uploads           | I caricamenti         | 9 ottobre 2015    | 26 gennaio 2016  |
| 16 | The Apprentice        | Il contratto          | 7 gennaio 2016    | 25 dicembre 2015 |
| 17 | The Hug               | L'abbraccio           | 14 gennaio 2016   | 29 dicembre 2015 |
| 18 | The Wicked            | La cattiva            | 21 gennaio 2016   | 26 gennaio 2016  |
| 19 | The Traitor           | Il traditore          | 28 gennaio 2016   | 10 maggio 2016   |
| 20 | The Origins           | Le origini, parte 1   | 15 febbraio 2016  | 12 maggio 2016   |
| 21 | The Origins           | Le origini, parte 2   | 15 febbraio 2016  | 12 maggio 2016   |
| 22 | The Girlfriend        | La fidanzata          | 30 marzo 2016     | 12 maggio 2016   |
| 23 | The Advice            | Il consiglio          | 21 aprile 2016    | 10 maggio 2016   |
| 24 | The Signal            | Il segnale            | 28 aprile 2016    | 11 maggio 2016   |
| 25 | The Parasite          | Il parassita          | 5 maggio 2016     | 13 maggio 2016   |
| 26 | The Love              | Cos'è l'amore?        | 12 maggio 2016    | 16 maggio 2016   |
| 27 | The Awkwardness       | Sincronismo perfetto  | 19 maggio 2016    | 17 maggio 2016   |
| 28 | The Nest              | Il nido               | 26 maggio 2016    | 18 maggio 2016   |
| 29 | The Points            | Soldi invisibili      | 2 giugno 2016     | 18 maggio 2016   |
| 30 | The Bus               | L'autobus             | 9 giugno 2016     | 16 gennaio 2017  |
| 31 | The Night             | La notte              | 16 giugno 2016    | 16 gennaio 2017  |
| 32 | The Misunderstandings | Le incomprensioni     | 23 giugno 2016    | 17 gennaio 2017  |
| 33 | The Roots             | Il pesce fuor d'acqua | 15 agosto 2016    | 17 gennaio 2017  |
| 34 | The Blame             | Genitori contro figli | 16 agosto 2016    | 18 gennaio 2017  |
| 35 | The Slap              | La pacca sul sedere   | 17 agosto 2016    | 18 gennaio 2017  |
| 36 | The Detective         | Il detective          | 18 agosto 2016    | 19 gennaio 2017  |
| 37 | The Fury              | La sfida              | 19 agosto 2016    | 19 gennaio 2017  |
| 38 | The Compilation       | Elmore stream 2.0     | 25 agosto 2016    | 20 gennaio 2017  |
| 39 | The Scam              | Il divoratore         | 27 ottobre 2016   | 20 gennaio 2017  |
| 40 | The Disaster          | Il disastro           | 5 settembre 2016  | 17 maggio 2017   |

## Si torna a scuola
Le vacanze sono finite e si torna a scuola, ma Richard scopre che i suoi figli sono scomparsi. Dove sono finiti Gumball, Darwin e Anais?
Curiosità:
Quando cerca di aprire il bagagliaio dell'auto, Richard dice "Avada Kedavra", che potrebbe essere un citato alla maledizione mortale della serie di Harry Potter.

## Dr. Demolitore
Rob, la nemesi di Gumball e Darwin, non riesce ad essere un vero cattivo. I due fratelli lo aiuteranno a diventare un nemico con i fiocchi.

## La gang
Gumball e Darwin vogliono entrare in una gang di strada, ma non sanno decidersi su chi scegliere fra i cittadini più tosti di Elmore, finché la loro attenzione non cade su tre anziani seduti in giardino. La situazione prende tuttavia una brutta piega quando viene chiesto loro di riferire un non ben specificato “messaggio” a Nonno Louie, ex membro della cricca.

## Gli altri
Gumball e Darwin scoprono che a scuola ci sono degli altri studenti, tra cui la malinconica adolescente Clare Cooper, che racconta la sua triste storia. Gumball, tuttavia, decide di intromettersi nella vita della ragazza per trasformare il suo dramma quotidiano in una storia a lieto fine.

## Il papà di papà
Louie annuncia alla famiglia Watterson la decisione di sposare Nonna Jojo. Richard però non è d'accordo e cerca in tutti i modi di annullare il matrimonio: con l'inganno, riesce persino a far firmare a Louie un documento di adozione, diventando legalmente suo padre e sconvolgendo così le gerarchie famigliari.

## L'assegno
Louie regala ai suoi nuovi nipoti Gumball, Darwin e Anais un assegno di 5000 dollari con cui possano comprarsi ciò che vogliono. Tuttavia, l'indecisione su come spenderli scatenerà una vera e propria lotta in famiglia.

## La peste
Anais ha un problema: a scuola un ragazzino la infastidisce. I suoi fratelli cercheranno quindi di affrontare il problema.
Curiosità:
Gumball diventa Super Saiyan, assomigliando molto a Son Gohan che diventato il Super Saiyan secondo livello di Dragon Ball Z.

## La vendita
Il signor Robinson, il vicino dei Watterson, è in procinto di vendere la casa e trasferirsi altrove. La notizia getta nella disperazione Gumball e Darwin, i quali idolatrano il signor Robinson fino all'ossessione. Decidono quindi di impedire il suo trasferimento, scoraggiando i potenziali acquirenti.

## Il dono perfetto
Gumball e Darwin ricevono un invito ufficiale per il compleanno di Nuvola (Masami). La notizia li mette in crisi, poiché non hanno idea di cosa regalare alla loro compagna di classe, che essendo ricca ha già tutto. Si vocifera perfino che il padre di Nuvola abbia licenziato il padre di un loro amico e li abbia costretti a cambiare città per un regalo non gradito e i due fratelli non vogliono che questo accada anche alla loro madre, ma temono di farle il regalo sbagliato.

## Il parcheggio
La famiglia Watterson è alla ricerca di un parcheggio per il centro commerciale, ma l'impresa si rivelerà più complicata del previsto.

## La missione
Nicole incarica Richard di andare a comprare un barattolo grande di maionese, ma per il coniglio anche un semplice viaggio al supermercato può trasformarsi in un'epopea fantasy.

## Robot 2.0
La Bobert∞System (azienda produttrice di hardware e software di Robot) ha reso disponibili dei nuovi aggiornamenti. Gumball e Darwin sono convinti che queste nuove installazioni miglioreranno le performance di Robot. Convincono quindi il loro compagno di scuola ad installarle, ma la decisione causerà a tutti non pochi problemi.

## Il fumetto
Sarah crea una serie di albi a fumetti di genere supereroistico intitolata "Cuore Laser". I due protagonisti (il muscoloso Cuore Laser e il suo assistente Sbaciucchione) sono ispirati rispettivamente a Gumball e Darwin e le loro storie sono prese da situazioni comuni opportunamente esagerate. La serie ha un grande successo in tutta la scuola e questo porta Gumball ad emulare il suo alter-ego cartaceo.

## Il romantico
Gumball è convinto che Penny (Nocciolina) non lo ami più come un tempo e organizza così una caccia al tesoro per far rivivere alla fidanzata i luoghi e i momenti più belli della loro storia insieme, seppur con risultati pessimi.

## I caricamenti
Gumball scopre di avere una dipendenza da video ridicoli caricati su internet; perfino Darwin finisce per essere risucchiato dall’attività.

## Il contratto
Patrick Fitzgerald, padre di Penny (Nocciolina), ha un importante appuntamento di lavoro con il suo capo per proporre il progetto di un nuovo ospedale a Elmore. Gumball decide di aiutarlo per dimostrare al suo "futuro suocero" di essere un compagno affidabile e serio per sua figlia. I risultati, però, non saranno esattamente quelli che Gumball sperava.

## L'abbraccio
Darwin fa notare a Gumball la sua prevedibilità, perciò quest'ultimo, per stupire il fratello, dà un abbraccio a caso al ragazzo Hot Dog, dando inizio ad una serie di imbarazzanti equivoci fra di loro.

## La cattiva
Darwin, convinto che nessuno sia totalmente cattivo, cerca di dimostrare a Gumball che in fondo anche la perfida Margaret Robinson, loro vicina, sia buona.

## Il traditore
Gumball, nonostante non sopporti Alan (Palloncino), decide di invitarlo a cena in modo da poter sdebitarsi con lui per tutte le buone azioni ricevute. All'ultimo momento, però, il palloncino è costretto a saltare l'appuntamento per motivi non ancora precisati; un furente Gumball, convinto che il compagno di classe gli abbia mentito, cerca così di coglierlo sul fatto per dimostrare la sua presunta ipocrisia.

## Le origini, parte 1
L’episodio è la prima parte della storia di come Darwin è divenuto parte della famiglia Watterson. 
Gumball è un bambino di 4 anni dal carattere vivace e iperattivo; per cercare di contenerlo e reindirizzarlo,  Nicole e Richard decidono di regalargli un pesce rosso. La scelta si dimostra vincente, ma il pesce non dura a lungo e muore in un incidente; sarà il primo di una serie di numerosi pesci rossi, sostituiti per non traumatizzare Gumball. Terminati i pesci rossi al negozio di animali, Richard acquista l'ennesimo sostituto da un sinistro venditore in un furgone rosso (il “negozio fantastico”): il pesciolino, che Gumball chiamerà Darwin, si rivela subito diverso dagli altri pesci rossi, dimostrando un'intelligenza superiore e capacità di amare. Fra Gumball e Darwin si crea dunque una profonda amicizia, ma a causa di un equivoco il pesciolino finisce accidentalmente giù per lo scarico del WC.

## Le origini, parte 2
L’episodio è la seconda parte della storia di come Darwin è divenuto parte della famiglia Watterson.
Dopo essere finito accidentalmente nello scarico del WC, Darwin si ritrova sperduto nell'oceano. L'amore fraterno che lo lega a Gumball, però, lo sprona a intraprendere un durissimo viaggio pieno di pericoli verso Elmore, per ritornare dalla sua famiglia adottiva.

## La fidanzata
Dopo aver ricevuto un consiglio da Alan (Palloncino), Jamie decide di trovarsi un fidanzato e la sua scelta ricade su Darwin.

## Il consiglio
Il signor Small è disperato, perché non riesce a essere un maestro di vita per i suoi studenti. Gumball e Darwin vogliono aiutarlo e cominciano a farsi dare da lui dei buoni consigli, prendendoli tuttavia troppo alla lettera e causando così disastri a ripetizione.

## Il segnale
Dai Watterson succedono cose strane e a causa di queste Gumball litiga con Darwin. Dopo un po' entrambi si renderanno conto che questi strani fenomeni accadono contemporaneamente a quando in TV manca il segnale.

## Il parassita
Leggendo le pagine del diario di Anais, Gumball e Darwin scoprono che la loro sorellina, viene sfruttata e schiavizzata da una falsa amica. I due fratelli decidono di intervenire per aiutare Anais, ma scoprono una realtà un po' diversa.

## Cos'è l'amore?
Robot vuole sapere cos'è l'amore e Gumball, Darwin e tutti i personaggi di Elmore cercheranno di spiegarglielo.

## Sincronismo perfetto
Gumball, mentre si dirige al supermercato, incontra casualmente il Ragazzo Hot-dog (lo stesso dell'episodio "l'abbraccio"). L'incontro si rivela nuovamente imbarazzante.

## Il nido
Alcuni vicini di casa della famiglia Watterson, scompaiono misteriosamente. Gumball e Darwin vogliono capire cos'è accaduto davvero, e sulla scena del crimine, trovano un misterioso uovo verde. Anais scopre che l'uovo appartiene alla loro terribile tartaruga Trionyx Femmina Malvagia, scappata dal contenitore dove era rinchiusa, per poter deporre le sue uova.

## Soldi invisibili
Gumball e Darwin, per poter giocare ad un gioco online a pagamento, fanno un accordo con Tobias per dei lavoretti di casa, in cambio di punti bontà invisibili.

## L'autobus
Rocky spiega ai ragazzi, che con l'autobus si può andare ovunque e non solo a scuola. Gumball e il resto della classe, decidono quindi di marinare la scuola. Durante il viaggio però, un gruppo di “misteriosi” rapinatori sequestrano l'autobus. L'episodio è visibilmente ispirato ai tre film Speed, Le iene e L'ultimo boy scout.

## La notte
La Luna fa vedere tutti gli strani sogni dei cittadini di Elmore.

## Le incomprensioni
Gumball viene a sapere che l'appuntamento con Nocciolina era a pranzo e non a cena. In fretta e furia, Gumball si dirige al ristorante, ma durante il tragitto, fa degli incontri che danno il via ad un'escalation di incomprensioni.

## Il pesce fuor d'acqua
Mentre sono ai grandi magazzini, la famiglia Watterson nota che Darwin si è rattristato davanti ad un acquario pieno di pesci. Pensano quindi che il loro figlioletto adottivo, abbia nostalgia della sua famiglia d'origine, e cercano di aiutarlo.

## Genitori contro figli
La mamma di Billy vuole dimostrare che i videogiochi fanno male alla salute ma i ragazzi dimostrano che i videogiochi sono la stessa cosa di un libro.

## La pacca sul sedere
Tobias dà a tutti gli studenti una pacca sul sedere, tranne a Gumball che fa di tutto pur di farsene dare una, anche giungendo a mali estremi. Quando Tobias finalmente gliela dà, Gumball si arrabbia.

## Il detective
Anais trova la camera da letto ridotta ad un disastro, e la sua asinella di pezza scomparsa. Cos'è accaduto alla sua amata Daisy? Anais, con logica deduzione, ricostruisce i fatti e scopre il colpevole.

## La sfida
Yuki vuole avere una rivincita in combattimento con Nicole, sua ex amica e compagna di dojo. Yuki non ha mai perdonato Nicole per averla sconfitta, e averle fatto perdere il rispetto del suo sensei. Ma Nicole si rifiuta di accettare la sfida e sopporta pazientemente il mobbing perpetuato dall'ex amica, fino a quando non viene messa alle strette.

## Elmore stream 2.0
Nuova puntata con scene video che coinvolgono i cittadini di Elmore.

## Il divoratore
Giorno di Halloween. Gumball,  in combutta con Carrie, fanno credere a tutti che la scuola è posseduta dal fantasma del terribile “Gargarot il divoratore”. Gumball con Darwin si spacciano quindi per acchiappafantasmi, e in cambio di caramelle, fingono di dargli la caccia. La truffa funziona, fino a quando il vero Gargarot non si presenta davvero.
Curiosità:
Gumball nei panni di Beetlejuice, tratto dall'omonimo film più il suo seguito e l'episodio è visibilmente ispirato al film Ghostbusters.

## Il disastro
Il Dr. Demolitore, sempre con il proposito di vendicarsi di Gumball e Darwin, si impossessa di un telecomando che ha il potere di controllare la realtà. Con quel telecomando, il Dr. Demolitore porta zizzania fra i due fratelli e il resto della famiglia, e infine, spedisce Gumball in un'altra dimensione.